# Cihideung Udik
Cihideung Udik is een bestuurslaag in het regentschap Bogor van de provincie West-Java, Indonesië. Cihideung Udik telt 14.144 inwoners (volkstelling 2010).